# 鈴木憲
鈴木 憲（すずき けん、1968年（昭和43年）12月8日 - ）は、日本の政治家。大阪維新の会所属の大阪府議会議員（5期）。2021年から2022年まで大阪府議会議長。元太子町議会議員（3期）、社会福祉法人朱音会 理事長。

## 来歴
PL学園高等学校卒業、青山学院大学文学部を中退。
1996年（平成8年）、太子町市議会議員に初当選。以降退任まで3期連続当選し、2001年（平成13年）に太子町議会議長となり、大阪府町村議長会・近畿府県、中日本町村議長会会長を務める。
2007年（平成19年）、大阪府議会議員選挙に富田林・南河内郡選挙区から自由民主党より出馬し、初当選。
2009年（平成21年）、当選1～2期の議員だった青野剛暁、井上哲也、今井豊、浦野靖人、松井一郎らと新会派「自由民主党・維新の会」を結成。
2011年（平成23年）の第17回統一地方選挙で大阪維新の会より出馬し、トップ当選。
2015年（平成27年）、大阪維新の会府議会議員団　総務会長、幹事長代行、2016年（平成28年）におおさか維新の会　副代表補佐、府議会議員団幹事長を務める。
2021年（令和3年）の5月定例議会より、大阪府議会議長を務める。
2022年（令和4年）5月20日、大阪府議会議長を退任。

## 不祥事
- 2012年度に後援会活動に使った車のガソリン代など、府のガイドラインで支出が認められていない用途に政務調査費を流用していた。鈴木は2014年6月に約110万円を府に返還し、政治資金収支報告書を訂正した[5]。